# DF-11
El Dong-Feng 11 (también conocido como M-11, CSS-7) es un misil balístico de corto alcance desarrollado por la República Popular China.

## Historial
El DF-11 es un misil balístico de corto alcance (SRBM) móvil por carretera que comenzó a desarrollarse en 1984 como M-11, liderado por el Grupo Espacial Sanjiang de China (anteriormente conocido como Base 066). Entró en servicio con el Segundo Cuerpo de Artillería del Ejército Popular de Liberación en 1992.
En 1993, Pakistán compró el sistema de armas en secreto a China, pero los M-11 solo son capaces de transportar munición convencional sin capacidad nuclear.

## Descripción
El DF-11 tiene un alcance de 300 km con una carga útil de 800 kg. Una versión mejorada del DF-11A tiene un alcance aumentado de >825 km. El alcance del M-11 no viola los límites establecidos por el Régimen de control de tecnología de misiles (MTCR). A diferencia de los anteriores misiles balísticos chinos, los DF-11 utilizan combustible sólido, lo que reduce considerablemente el tiempo de preparación del lanzamiento (15-30 min). Los misiles de combustible líquido como el DF-5 requieren hasta 2 horas de preparación previa al lanzamiento. También se ha revelado el DF-11B actualizado. Las estimaciones sobre el número de DF-11 en servicio varían entre 500 y 600. El vehículo de lanzamiento está fabricado por Wanshan Special Vehicle. También se ha revelado una variante destructora de búnkeres con precisión mejorada llamada "DF-11AZT".